# Francisco Keil do Amaral
Pour les articles homonymes, voir Keil.
Francisco Keil do Amaral est un architecte, photographe et peintre portugais né le 28 avril 1910 et mort le 19 février 1975. 
Il est le petit-fils d'Alfredo Keil, et le mari de l'artiste Maria Keil.
Il a notamment dessiné les plans des stations du métro de Lisbonne en 1959 (le métro de Lisbonne est, avec celui de Moscou et celui de Paris, l'un des plus beaux métros du monde)[citation nécessaire]. Il a également contribué à la construction de l'aéroport de Lisbonne.